# Cấp (lý thuyết nhóm)
Trong lý thuyết nhóm, thuật ngữ cấp (tiếng Anh: order) có hai ý nghĩa, cả hai ý nghĩa này đều liên hệ mật thiết với nhau:
- cấp của một nhóm G chính là số phần tử của G;[1]
- cấp của phần tử a trong nhóm G là số nguyên dương m nhỏ nhất thỏa mãn {\displaystyle a^{m}=e}, trong đó e là phần tử đơn vị của nhóm G, {\displaystyle a^{m}} là tích (với phép toán trang bị cho nhóm G) của m phần tử a.

Ký hiệu cấp của nhóm G là ord(G) hoặc |G|; cấp của phần tử a được ký hiệu là ord(a) hoặc |a|.
Cấp của nhóm và của phần tử có thể hữu hạn hoặc vô hạn ∞. Ví dụ tập hợp các số nguyên Z cùng với phép toán cộng + lập thành một nhóm có cấp bằng ∞ (vì Z có vô số phần tử).

## Ví dụ
Bảng sau là bảng nhân cho các phần tử của nhóm đối xứng {\displaystyle S_{3}}:
| • | e | s | t | u | v | w |
| - | - | - | - | - | - | - |
| e | e | s | t | u | v | w |
| s | s | e | v | w | t | u |
| t | t | u | e | s | w | v |
| u | u | t | w | v | e | s |
| v | v | w | s | e | u | t |
| w | w | v | u | t | s | e |
Nhóm {\displaystyle S_{3}} có 6 phần tử, nên cấp của nó bằng 6:
{\displaystyle ord(S_{3})=6};
Cấp của các phần tử trong nhóm {\displaystyle S_{3}}:
- phần tử đơn vị e có cấp bằng 1;
- các phần tử s, t, w bình phương lên bằng e: {\displaystyle s^{2}=t^{2}=w^{2}=e}, nên chúng có cấp bằng 2;
- các phần tử u và v có cấp bằng 3; điều này có thể giải thích như sau: {\displaystyle u^{2}=v} nên {\displaystyle u^{3}=uv=e}, tương tự cho v..

## Cấp và cấu trúc của nhóm
Cấp của nhóm và cấp của phần tử trong nhóm nói lên rất nhiều điều về cấu trúc của chính nhóm đó.
Nếu cấp của nhóm G bằng 1 thì nó là nhóm tầm thường.
Nếu cấp của phần tử a bằng 1: {\displaystyle a^{1}=e} thì a chính là phần tử đơn vị của nhóm.
Nếu mọi phần tử a (khác phần tử đơn vị) của nhóm G đều bằng nghịch đảo của chính các phần tử đó ({\displaystyle a^{2}=e}) thì chúng đều có cấp bằng 2: {\displaystyle ord(a)=2} và nhóm G là nhóm Abel, vì:
{\displaystyle ab=(bb)ab(aa)=b(ba)(ba)a=b(ba)^{2}a=bea=ba}.
Điều ngược lại chưa chắc đúng. Ví dụ nhóm cộng các số nguyên modulo {\displaystyle Z_{6}} là nhóm Abel, nhưng không phải mọi phần tử của nó đều có cấp bằng 2, ví dụ phần tử 2 có cấp bằng 3: {\displaystyle 2+2+2=0{\pmod {6}}}.
Một phần tử {\displaystyle a} có cấp bằng {\displaystyle 2} cũng được gọi là một phần tử lũy đẳng.

### Mối liên hệ giữa hai khái niệm của cấp
Mối liên hệ giữa hai khái niệm của cấp được giải thích như sau:
nếu ta lấy nhóm xyclic sinh bởi phần tử g, ký hiệu là {\displaystyle \langle g\rangle }:
{\displaystyle \langle g\rangle =\{g^{m}|m\in \mathbb {Z} \}},
thì cấp của nhóm {\displaystyle \langle g\rangle } chính bằng cấp của phần tử g:
{\displaystyle \operatorname {ord} (\langle g\rangle )=\operatorname {ord} (g)}.

### Định lý Lagrange
Định lý Lagrange: Nếu H là nhóm con của G, và G có hữu hạn phần tử, thì H cũng hữu hạn và có cấp là ước số của cấp của G:
{\displaystyle {\frac {\operatorname {ord} (G)}{\operatorname {ord} (H)}}} là số tự nhiên và bằng bản số của nhóm thương (G:H).
Từ định lý trên có thể suy ra, cấp của G chia hết cho cấp của mọi phần từ a thuộc G. Như đã xét trong ví dụ về nhóm {\displaystyle S_{3}}, ord({\displaystyle S_{3}})=6 chia hết cho 2 là cấp của s,t,w và 3 là cấp của u,v.

### Các tính chất của cấp của phần tử
Phần tử a và nghịch đảo của nó {\displaystyle a^{-1}} có cùng cấp:
{\displaystyle \operatorname {ord} (a)=\operatorname {ord} (a^{-1})}.
Nếu số nguyên k thỏa mãn: {\displaystyle a^{k}=e} thì cấp của a là ước của k. Nhận xét này được áp dụng rất nhiều trong số học sơ cấp.
Nếu a có cấp hữu hạn thì mọi lũy thừa nguyên của a cũng có cấp hữu hạn. Cấp của phần tử {\displaystyle a^{k}} được tính như sau:
{\displaystyle \operatorname {ord} (a^{k})={\frac {\operatorname {ord} (a)}{UCLN(\operatorname {ord} (a),k)}}} (ký hiệu UCLN(a,b) là ước số chung lớn nhất của a và b).
Ví dụ:
- Trong nhóm cộng các số nguyên modulo 5 {\displaystyle Z_{5}}, a=2 có cấp bằng 5 (vì {\displaystyle (2+2+2+2+2)\equiv 0{\pmod {5}}}), nếu lấy k=2 thì {\displaystyle a^{k}=2^{2}=4} sẽ có cấp bằng 2:

{\displaystyle \operatorname {ord} (2^{2})={\frac {\operatorname {ord} (2)}{UCLN(\operatorname {ord} (2),2)}}={\frac {4}{2}}=2}.

### Định lý Cauchy (định lý Côsi)
Định lý Cauchy: phát biểu rằng:
Cho nhóm G hữu hạn. Nếu cấp của G chia hết cho p, và p là số nguyên tố, thì tồn tại ít nhất một phần tử a thuộc G có cấp bằng p.

## Đồng cấu nhóm và cấp
Cho 2 nhóm G và H, nếu f: G → H là một đồng cấu, a là một phần tử thuộc G, cấp của a là hữu hạn. Khi đó {\displaystyle \operatorname {ord} (f(a))} là ước của {\displaystyle \operatorname {ord} (a)}.
Ví dụ:
- Từ nhận xét trên, ta suy ra không tồn tại đồng cấu nhóm h: S3 → Z5, vì mọi phần tử khác 0 trong nhóm Z5 đều có cấp bằng 5 và 5 không phải là ước của 1,2,3 là cấp của các phần tử trong S3.